# Ирландец (фильм, 2019)
«Ирла́ндец» (англ. The Irishman) (в титрах отмечен как «Я слы́шал, ты кра́сишь дома́» — англ. I Heard You Paint Houses) — американский драматический фильм режиссёра Мартина Скорсезе по сценарию Стивена Заилляна, основанном на романе «Я слышал, ты красишь дома» Чарльза Брандта. Главные роли исполнили Роберт Де Ниро, Аль Пачино и Джо Пеши, во второстепенных ролях снялись Рэй Романо, Бобби Каннавале, Анна Пэкуин, Стивен Грэм, Стефани Куртцуба, Джесси Племонс и Харви Кейтель. Фильм рассказывает историю Фрэнка «Ирландца» Ширана (Де Ниро), водителя-дальнобойщика, который становится киллером и связывается с гангстером Расселом Буфалино (Пеши) и его преступной семьёй, а также работает на влиятельного профсоюзного лидера Джимми Хоффу (Пачино).
Премьера «Ирландца» состоялась 27 сентября 2019 года на 57-м Нью-Йоркском кинофестивале. Фильм вышел в ограниченный прокат в США 1 ноября 2019 года, а с 27 ноября стал доступен на Netflix.
На 92-й церемонии вручения премии «Оскар» «Ирландец» получил 10 номинаций, в том числе в категориях «Лучший фильм», «Лучшая режиссура», «Лучшая мужская роль второго плана» (Пачино и Пеши) и «Лучший адаптированный сценарий». Кроме того, на 77-й церемонии вручения премии «Золотой глобус» он был номинирован на пять наград, в том числе на «Лучший фильм — драма», а также получил 10 номинаций на 73-й церемонии вручения наград Британской академии, в том числе «Лучший фильм».

## Сюжет
Находящийся в доме престарелых Фрэнк Ширан (Роберт Де Ниро) вспоминает своё прошлое и годы работы на мафию.
1950-е годы, Филадельфия. Фрэнк, будучи молодым водителем грузовика, перевозит говядину и начинает подворовывать из перевозимых грузов, сбывая краденое мелкому мафиозо из местной итальянской мафиозной семьи. После обнаружения краж профсоюзный активист Билл Буфалино (Рэй Романо) спасает Ширана от увольнения, после того, как тот отказывается в суде назвать имена покупателей краденого. Билл представляет водителя своему кузену — главе преступной семьи северо-востока Пенсильвании Расселу Буфалино (Джо Пеши), который становится его боссом и другом на всю жизнь. Ширан начинает работать на Буфалино и преступный мир южной Филадельфии, не брезгуя выполнением заказных убийств (ещё во времена Второй мировой войны он по приказу командования застрелил двух пленных немцев, предварительно заставив их вырыть себе могилу).
Доказав свою лояльность и надёжность, Фрэнк становится заметной фигурой в уголовном мире. Однажды Рассел поручает Фрэнку оказать помощь связанному с мафией общими бизнес-интересами лидеру профсоюза водителей грузовиков (англ. International Brotherhood of Teamsters, Международное братство водителей грузовиков) Джимми Хоффе (Аль Пачино), борющимся с влиянием Энтони «Тони Про» Провенцано (Стивен Грэм) и федеральным правительством. Фрэнк оказывает необходимую помощь и со временем они с Джимми становятся друзьями, последний сближается с дочерью Ширана Пегги (Люси Галина), которая настороженно относится к собственному отцу и Расселу. Джимми обеспечивает Фрэнку должность лидера профсоюзной ячейки. Фрэнк совмещает эту должность с преступным промыслом и по-прежнему выполняет особые поручения мафии и Рассела Буфалино, также являясь телохранителем Хоффы во время поездок по стране.
Победа Джона Кеннеди на президентских выборах 1960 года негативно воспринимается Хоффой, хотя мафия активно поддерживала его в обмен на планы по свержению коммунистического режима на Кубе и возвращению ей национализированных там активов. Фрэнк принимает косвенное участие в попытке переворота на Кубе, доставив эмигрантам оружие во Флориду. Новый генеральный прокурор и брат главы государства Роберт Кеннеди (Джек Хьюстон) создаёт специальное подразделение для борьбы с профсоюзным лидером, которого в 1964 году арестовывают и осуждают на 15 лет тюрьмы за подкуп присяжного. Новый глава профсоюза Фрэнк Фитцсиммонс (Гэри Басараба) начинает растрачивать 8 млрд пенсионного фонда объединения и выдавать мафии беспроцентные займы. Отношения Хоффы с Провенцано, который был арестован за вымогательство, также не подлежат восстановлению. В 1971 году Джимми выходит на свободу благодаря президентскому помилованию Ричарда Никсона, по условиям УДО ему запрещено участвовать в деятельности профсоюза до 1980 года.
Несмотря на это Хоффа начинает восстанавливать свою власть над профсоюзами. Растущее неуважение Хоффы к другим лидерам объединения и пренебрежение интересами семьи начинают беспокоить Рассела, главным противником профсоюзного активиста становится Тони Салерно (Доменик Ломбардоззи). Во время торжественного ужина в честь Ширана Рассел просит его встретиться с Хоффой и предупредить, что главы преступных семей недовольны поведением последнего и требуют от него уйти на покой: уже убившие президента страны не остановятся перед убийством президента профсоюза. Также преступный лидер дарит золотой перстень, который символизирует защиту Ширана в преступном мире, называя ирландца своим сыном, которого у него так и не было. Сам Хоффа говорит посланнику, что слишком много знает о мафии, после чего заявляет о своей неприкосновенности: если с ним что-нибудь случится, все мафиозные доны окажутся в тюрьме.
1975 год. Фрэнк и Рассел вместе с жёнами (Стефани Курцуба и Кэтрин Нардуччи) отправляются в Детройт на свадьбу племянницы Рассела. В ходе поездки Буфалино рассказывает Ширану, что мафия вынесла Джимми Хоффе смертный приговор. Исполнить его должен Ширан, тогда он и его семья не будут тронуты из уважения к Расселу Буфалино. Ширан в телефонном разговоре сообщает Хоффе, что будет в Детройте в определённое время, но прибывает позднее тем же днём на специально заказанном самолёте. Профсоюзный лидер, запланировавший встречу в местной закусочной с Провенцано и Энтони Джакалоне (Патрик Галло), удивляется приезду к нему Ширана в компании с приёмным сыном Хоффы Чаки О’Брайеном (Джесси Племонс) и гангстером Сальваторе Бригульо (Луис Канселми). Трио сообщает Хоффе, что встреча перенесена в дом, где их уже ждут Провенцано и Рассел. Фрэнк заверяет своего друга, что всё будет в порядке, и Хоффа садится к ним в машину. Зайдя в здание, Хоффа видит, что внутри никого нет. Он направляется к выходной двери, и в этот момент Ширан дважды стреляет в него в упор со спины, после чего оставляет пистолет и труп у входной двери. После ухода Ширана двое молодых гангстеров доставляют тело в крематорий. Позже Пегги (Анна Пэкуин) замечает, что Ширан странно реагирует на новость об исчезновении Хоффы, из чего делает вывод о его причастности к этому событию.
Ширан, Рассел Буфалино, Провенцано, Чак и многие другие осуждены по различным обвинениям, не связанным с делом Джимми Хоффы. Никто из троих участников убийства так и не дал показания, Сальваторе позже убьют по неверному подозрению в сотрудничестве с ФБР. Попавшие за решётку мафиозные лидеры начинают умирать там один за другим по естественным причинам и из-за старости, их коллеги на свободе тоже гибнут при загадочных обстоятельствах из-за преступных разборок. В октябре 1995 года, после 18 лет тюремного заключения, Ширан выходит на свободу и оказывается в доме престарелых. Как единственного живого человека, способного пролить свет на исчезновение Хоффы, его посещают правоохранительные органы, но он всё равно отказывается давать показания.
Ширан пытается помириться со своими дочерьми, но Пегги никогда не простит ему исчезновение Хоффы. В ходе разговора с одной из дочерей выясняется, что все они боялись его и не хотели делиться с ним подробностями своей жизни, будучи знакомыми с примерами его жестокого отношения к людям. Сам он настаивает, что желал просто защитить их, и уже на склоне лет просит прощения у них. Фрэнк вспоминает прошлое с помощью старых фотографий своих родных. После того, как обслуживавшая его медсестра (Даша Поланко) не только не узнаёт Хоффу, но даже и не знает ничего об этом человеке, старик начинает рассуждать о быстротечности человеческой жизни. Ширан самостоятельно начинает готовиться к своим похоронам, заказав гроб и выбрав место в склепе, так как не желает быть в одиночестве на том свете. В финальной сцене католический священник отпускает грехи Фрэнку Ширану в его комнате. Когда священнослужитель уходит, Ширан просит оставить дверь приоткрытой, как это делал Хоффа на время сна Ширана.

## В ролях
- Роберт Де Ниро — Фрэнк «Ирландец» Ширан
- Аль Пачино — Джимми Хоффа
- Джо Пеши — Рассел Буфалино
- Рэй Романо — Билл Буфалино
- Бобби Каннавале — Феликс «Тощая бритва» Дитуллио
- Анна Пэкуин — Пегги Ширан
  - Люси Галлина — Пегги (7 лет)
- Стивен Грэм — Энтони «Тони Про» Провенцано[англ.]
- Харви Кейтель — Анджело Бруно
- Стефани Куртцуба — Айрин Ширан
- Кэтрин Нардуччи — Кэрри Буфалино
- Уэлкер Уайт — Джозефина Хоффа
- Джесси Племонс — Чаки О’Брайен
- Джек Хьюстон — Роберт Ф. Кеннеди
- Доменик Ломбардоцци — Энтони «Жирный Тони» Салерно[англ.]
- Пол Херман — «Шептун» Дитуллио
- Луис Канселми — Сальваторе «Салли Багс» Бригульо
- Гэри Басараба — Фрэнк Фитцсиммонс[англ.]
- Марин Айрленд — Долорес Ширан
  - Индия Энненга — молодая Долорес Ширан
- Себастьян Манискалко — Джозеф «Безумный Джо» Галло
- Стивен Ван Зандт — Джерри Вейл
- Джейк Хоффман — Аллен Дорфман[англ.]
- Пол Бен-Виктор — Джейк Готтлиб
- Джереми Люк — Томас Андретта[англ.]
- Алекса Палладино — Мэри Ширан
- Дж. С. Маккензи — Джимми Нил
- Бо Дитл — Джозеф Глимко[англ.]
- Джим Нортон — Дон Риклс
- Ларри Романо — Филип Теста[англ.]
- Патрик Галло — Энтони «Тони Джек» Джакалоне[англ.]
- Барри Праймус — Юинг Кинг
- Кевин О’Рурк — Джон Маккуллоу
- Гэрри Пасторе — Альберт Анастазия
- Дженнифер Мадж — Мэриэнн Ширан
  - Тесс Прайс — Мэриэнн (8 лет)
- Стив Уиттинг — Уильям Э. Миллер
- Стивен Мэйлер — Ф. Эмметт Фицпатрик[англ.]
- Джон Ру — Джон Л. Макклеллан
- Крэйг Дифранчиа — Кармайн Персико[англ.]
- Крэйг Винсент — Эд Партин
- Фрэнк Мессина — Джонни Паркесепе
- Джино Кафарелли — Фрэнк Риццо[англ.]
- Эл Линеа — Сэм Джанкана[англ.]
- Джозеф Риккобене — Джимми Фратианно[англ.]
- Кен Вульф Кларк — Джеймс П. Хоффа
- Томми Макиннис — Марвин Элкин
- Джефф Мур — Фрэнк Чёрч
- Джон Полс — Джозеф Коломбо
- Юджин Бунге — Джозеф Кеннеди
- Джеф ДеХарт — президент Ричард Никсон
- Марк Фейрчайлд — генпрокурор Митчелл

## Создание
Мартин Скорсезе долгое время намеревался снять «Ирландца» и пригласить на главные роли Роберта Де Ниро, Джо Пеши и Аль Пачино. В сентябре 2014 года Пачино подтвердил своё участие в проекте, который должен был стать следующей работой режиссёра, после «Молчания». Бобби Каннавале также вошёл в актёрский состав готовящегося проекта. В октябре следующего года Де Ниро объявил, что работа над фильмом всё ещё ведётся и съёмки могут начаться в 2016 году. Тогда же Скорсезе подтвердил, что Стивен Заиллян уже ведёт работу над сценарием. Сам роман «Я слышал, ты красишь дома» раскрыл новые подробности дела об исчезновении Хоффы, о которых не было известно в ходе съёмок последнего на текущий момент фильма о нём — «Хоффа» (1992).
В мае 2016 года было объявлено, что права на фильм будут предложены на 69-м Каннском кинофестивале. Мексиканская продюсерская компания Фабрика де Сине предложила Paramount Pictures сумму в 100 миллионов долларов за сохранение за собой внутренних прав в работе над фильмом. В 2017 году стриминговый сервис Netflix приобрёл проект после того, как от него отказались STX и Paramount. Предполагалось, что отказ крупных студий был обоснован высоким бюджетом из-за применения CGI для омоложения главных героев в многочисленных сценах флэшбеков и слабыми сборами «Молчания».
В декабре 2019 года Скорсезе заявил, что «Ирландец» может стать его последним фильмом.

### Саундтрек
Над саундтреком «Ирландца» работали композитор Робби Робертсон и музыкальный супервайзер Рандалл Постер. В нём присутствуют оригинальные и уже существующие композиции. В беседе с журналом Rolling Stone Робертсон отметил: «Мы пытались открыть звук, настроение, чувство, которое могло бы сработать в течение многих десятилетий, в течение которых разворачивается эта история». Также он написал партитуру для фильма, хотя в саундтреке в итоге оказалась лишь «Theme for the Irishman».
В декабре 2019 года Indiewire сообщило о том, что Робертсон не получит право номинироваться на Оскар за свою оригинальную музыку в фильме из-за присутствия в саундтреке слишком большого числа хитов.
| №                   | Название                                    | Музыкант(ы)                                                   | Длительность |
| ------------------- | ------------------------------------------- | ------------------------------------------------------------- | ------------ |
| 1.                  | «In the Still of the Night»                 | The Five Satins                                               | 3:05         |
| 2.                  | «Tuxedo Junction»                           | Гленн Миллер и его оркестр                                    | 3:26         |
| 3.                  | «I Hear You Knockin'»                       | Смайли Льюис                                                  | 2:45         |
| 4.                  | «The Fat Man»                               | Фэтс Домино                                                   | 2:36         |
| 5.                  | «El Negro Zumbón» (из кинофильма Анна)      | Flo Sandon's                                                  | 2:29         |
| 6.                  | «Le Grisbi»                                 | Жан Ветзел                                                    | 3:26         |
| 7.                  | «Delicado»                                  | Перси Фейт и его оркестр                                      | 2:53         |
| 8.                  | «Have I Sinned»                             | Донни Элберт                                                  | 2:59         |
| 9.                  | «Theme for the Irishman»                    | Робби Робертсон                                               | 4:36         |
| 10.                 | «Song of the Barefoot Contessa»             | Хьюго Винтерхальтер и его оркестр                             | 2:39         |
| 11.                 | «A White Sport Coat (And a Pink Carnation)» | Марти Роббинс (при участии Рэя Конниффа)                      | 2:31         |
| 12.                 | «Canadian Sunset» (Сингл версия)            | Эдди Хейвуд совместно с Хьюго Винтерхальтером и его оркестром | 2:55         |
| 13.                 | «Honky Tonk, Pt. 1»                         | Билл Доггетт                                                  | 3:05         |
| 14.                 | «Melancholy Serenade»                       | Джеки Глисон                                                  | 3:15         |
| 15.                 | «Qué Rico el Mambo»                         | Перес Прадо                                                   | 3:58         |
| 16.                 | «Cry»                                       | Джонни Рей / The Four Lads                                    | 3:04         |
| 17.                 | «Sleep Walk»                                | Santo feat. Johnny                                            | 2:27         |
| 18.                 | «The Time Is Now»                           | The Golddiggers                                               | 2:03         |
| 19.                 | «Al di là»                                  | Джерри Вейл / The Latin Casino All Stars                      | 3:18         |
| 20.                 | «Pretend You Don't See Her»                 | The Latin Casino All Stars                                    | 2:42         |
| Общая длительность: | Общая длительность:                         | Общая длительность:                                           | 60:13        |

## Прокат
Предполагался бойкот фильма со стороны нескольких крупнейших американских и британский киносетей (AMC, Regal, Vue, Picturehouses) в рамках их недовольства политикой Netflix. В то же время в рамках ограниченного проката фильм будет месяц транслироваться в историческом нью-йоркском театре Belasco на Бродвее.
Кинотеатры требовали 90-дневного промежутка между театральным выпуском и появлением фильма на сервисах формата видео по требованию (которым и является Netflix). Проходившие в начале 2019 года переговоры между командой Netflix/Скорсезе и двумя крупными сетями кинотеатров США AMC Theatres и Cineplex потерпели крах, Netflix настаивала на 45 днях. Президент Американской ассоциации киноиндустрии Джон Фитиан назвал итоги переговоров «позором», обвинив Netflix в решении искусственно ограничить театральный выпуск.
С 1 ноября в Нью-Йорке и Лос-Анджелесе фильм был доступен только в восьми кинотеатрах (3 и 5 соответственно), в Австралии он попал в прокат у независимых кинотеатральных сетей Dendy и Classic Cinemas.
Хотя Netflix не публикует данные по кассовым сборам своих фильмов, IndieWire настаивал на «твёрдых» 350 тыс. долл. в премьерный уик-энд в США (43 750 долл. на кинотеатр). Deadline отмечал, что были проданы все билеты на многочисленные киносеансы в этих избранных заведениях, включая лос-анджелесский Grauman's Egyptian Theatre и нью-йоркский IFC Center. Вместе с тем издание отмечало, что при широком кинопрокате картина скорее всего провалилась бы из-за длительности и высокого бюджета, к тому же вышедшая в ту же неделю и схожая по тематике картина «Сиротский Бруклин» не смогла оправдать в прокате возлагавшихся на неё надежд. В противовес этому мнению CNBC назвал отказ Netflix от широкого кинопроката фильма «оставлением миллионов на столе», ибо в прокате на территории Северной Америке «Ирландец» мог заработать не менее 100 млн долл. благодаря высокому спросу и аналогично успеху предыдущего фильма Скорсезе на эту тематику (в 2006 году «Отступники» заработали 132 млн долл).
Во вторую неделю прокат расширился до 22 кинотеатров. За этот период фильм приблизительно заработал 440 тыс. долл., а за 10 дней — около 940 тыс. долл. В третью неделю фильм транслировали 175 заведений, что позволило заработать 1,25 млн долл. В четвёртую неделю проката в 200 кинотеатрах было собрано 1,2 млн долл. Несмотря на выход 27 ноября в сервисе Netflix, в пятую неделю проката фильм крутили 500 кинотеатров, а сборы составили 1 млн долл. В шестую неделю от трансляции в 320 кинотеатрах было собрано 450 тыс. долл., в седьмую было заработано 100 тыс. долл. от проката в 70 заведениях. К шестой неделе «Ирландец» стал самым успешным кинопрокатным фильмом Netflix с результатом в 6,7 млн долл.
К 22 декабря Ирландец заработал 7 млн долл. от кинопроката в Северной Америке и 934 861 долл. в других странах, тем самым его общемировые сборы составили 7,9 млн долл..

## Приём
Мигрируя от легкомысленного юмора к тяжеловесной католической назидательности (в этих сценах «Ирландец» неожиданно смыкается уже не со «Славными парнями» или «Казино», а с недавним «Молчанием»), избегая любой зрелищности в сухих и кратких сценах насилия, иногда заменённых всплывающим над головой персонажа титром — «был убит в 1979 году тремя выстрелами в голову», — фильм доводит главного героя не просто до краха и одиночества, но до полного обессмысливания всего, к чему он стремился. Традиционным наказанием для гангстера в кино была финальная, более или менее красивая, гибель, а Фрэнк Ширан приговорён к жизни. Его единственные молчаливые обвинители не родственники жертв или бывшие друзья, а собственная семья, ради предполагаемого блага которой он совершал убийства. Его главное наказание — его безнаказанность.
Рейтинг фильма на сайте агрегатора рецензий Rotten Tomatoes составляет 96 % со средневзвешенной оценкой 8,81 балла из 10 на основании 399 обзоров. На сайте агрегатора рецензий Metacritic рейтинг фильма составляет 94 балла и основан на 55 критических очерках.
Арт-критик BBC Уилл Гомпертц поставил картине 4 звезды из 5 возможных. Он посчитал «Ирландца» классическим фильмом Скорсезе. Похвалы была удостоена работа Джо Пеши: Должно произойти что-то из ряда вон выходящее, чтобы он не получил «Оскара» за лучшую роль второго плана.
Обозреватель газеты «The Guardian» Питер Брэдшоу оценил фильм на 5 звёзд из 5. Он назвал картину Скорсезе лучшей со времён «Славных парней» и одним из лучших его фильмов вообще, особенно похвалив игру Джо Пеши.
Обозреватель «NPR» Джастин Ченг положительно оценил фильм, порекомендовав посмотреть его в кинотеатре для наилучшего восприятия. Он похвалил актёрскую игру Де Ниро, Пачино и Пеши, каждому из которых для своей роли пришлось не просто перефразировать раннее сыгранные образы гангстеров. Особое внимание критика привлекла сыгранная актрисами Анной Пэкуин и Люси Галлиной Пегги Ширан, которая по версии Чанга стала моральным центром картины: с каждым испепеляющим взглядом предлагающая жестокий приговор своему отцу и ужасному, испорченному миру, к которому он принадлежит.
Обозреватель газеты «Коммерсант» Андрей Плахов положительно оценил фильм, отметив органичную кинематографичность и актёрскую игру Де Ниро и Пачино.
Кинокритик русскоязычного интернет-издания Meduza Антон Долин назвал картину итоговым и концептуальным произведением Мартина Скорсезе, поддержав его сотрудничество с Netflix. Похвалы были удостоены актёрская игра, историческая достоверность, сценарий и режиссёрское решение изобразить через судьбу главного героя судьбу США. В то же время он отметил, что компьютерные технологии смогли омолодить актёров ненамного натуральнее профессионального грима, ибо невозможно скрыть их реальный возраст. Особое внимание критик уделил образу Фрэнка Ширана, отношение к которому со стороны зрителя должно поменяться со второй половины фильма.

#### Списки топ-10
Ирландец появился во многих списках лучших фильмов года по версии кинокритиков. Ниже представлены те списки, в которых фильм попал в топ-3.
- 1-е место — Роксана Хадади, The A.V. Club
- 1-е — Ричард Ропер, Chicago Sun-Times
- 1-е — Робби Коллин и Тим Роби, The Daily Telegraph
- 1-е — Джейсон Бэйли, Flavorwire
- 1-е — Стив Эриксон, Gay City News
- 1-е — Бен Кёнигсберг, RogerEbert.com
- 1-е — Гленн Кенни, RogerEbert.com
- 1-е — Питер Траверс, Rolling Stone
- 1-е — Мик Ласаль, San Francisco Chronicle
- 1-е — Чак Боуэн, Slant Magazine
- 1-е — Найлс Шварц, Slant Magazine
- 1-е — Uncut
- 1-е — К. Остин Коллинз, Vanity Fair (с «Пепел — самый чистый белый»)
- 1-е — Джордан Руйми, World of Reel
- 2-е место — Джейк Койл, Associated Press (с «Rolling Thunder Revue: История Боба Дилана глазами Мартина Скорсезе»)
- 2-е — А. А. Дауд, The A.V. Club
- 2-е — Игнатий Вишневецкий, The A.V. Club
- 2-е — Baltimore
- 2-е — Film Comment
- 2-е — The Guardian
- 2-е — Шери Линден, The Hollywood Reporter
- 2-е — Эрик Кон, IndieWire
- 2-е — Энджи Хан, Mashable
- 2-е — Манохла Даргис, The New York Times
- 2-е — Лора ДеМарко, The Plain Dealer
- 2-е — Кристи Лемир, RogerEbert.com
- 2-е — Шейла О’Мэлли, RogerEbert.com
- 2-е — Джастин Смит, RogerEbert.com
- 2-е — Пётр Собчинский, RogerEbert.com
- 2-е — Брайан Таллерико, RogerEbert.com
- 2-е — Джонатан Ромни, Screen Daily
- 2-е — Карсон Лунд, Slant Magazine
- 2-е — The Sydney Morning Herald
- 2-е — Стефани Зачарек, Time
- 2-е — Джек Шепард, Total Film
- 2-е — Дэвид Эдельштейн, Vulture
- 2-е — Майкл Гловер Смит, White City Cinema
- 3-е место — Джесси Хасендер, The A.V. Club
- 3-е — Викрам Мурти, The A.V. Club
- 3-е — Барри Герц, The Globe and Mail
- 3-е — Ник Шагер, Esquire
- 3-е — Джон Петкович, The Plain Dealer
- 3-е — Шон Феннесси и Адам Найман, The Ringer
- 3-е — Макс О’Коннелл, RogerEbert.com
- 3-е — Аллан Хантер, Screen Daily
- 3-е — Джейк Коул, Slant Magazine
- 3-е — Оуэн Глейберман, Variety
- 3-е — Алонсо Дюральд, The Wrap

## Главные награды и номинации
| Награда                           | Дата церемонии | Категория                                                      | Номинант                                                                   | Результат | Пр.    |
| --------------------------------- | -------------- | -------------------------------------------------------------- | -------------------------------------------------------------------------- | --------- | ------ |
| Спутник                           | 2 декабря 2019 | Лучший актёр второго плана                                     | Джо Пеши                                                                   | Номинация | [ 39 ] |
| Спутник                           | 2 декабря 2019 | Лучший адаптированный сценарий                                 | Стивен Заиллян                                                             | Номинация | [ 39 ] |
| Спутник                           | 2 декабря 2019 | Лучший оригинальный саундтрек                                  | Робби Робертсон                                                            | Номинация | [ 39 ] |
| Спутник                           | 2 декабря 2019 | Лучший монтаж                                                  | Тельма Скунмейкер                                                          | Номинация | [ 39 ] |
| Спутник                           | 2 декабря 2019 | Лучшая операторская работа                                     | Лоуренс Шер                                                                | Номинация | [ 39 ] |
| Спутник                           | 2 декабря 2019 | Лучшие визуальные эффекты                                      | Пабло Хелман                                                               | Номинация | [ 39 ] |
| AACTA                             | 3 января 2020  | Лучший фильм                                                   | —                                                                          | Номинация | [ 40 ] |
| AACTA                             | 3 января 2020  | Лучшая режиссёрская работа                                     | Мартин Скорсезе                                                            | Номинация | [ 40 ] |
| AACTA                             | 3 января 2020  | Лучший актёр второго плана                                     | Джо Пеши                                                                   | Номинация | [ 40 ] |
| AACTA                             | 3 января 2020  | Лучший актёр второго плана                                     | Аль Пачино                                                                 | Номинация | [ 40 ] |
| AACTA                             | 3 января 2020  | Лучшие сценарий                                                | Стивен Заиллян                                                             | Номинация | [ 40 ] |
| Золотой глобус                    | 5 января 2020  | Лучший фильм — драма                                           | —                                                                          | Номинация | [ 41 ] |
| Золотой глобус                    | 5 января 2020  | Лучшая режиссура                                               | Мартин Скорсезе                                                            | Номинация | [ 41 ] |
| Золотой глобус                    | 5 января 2020  | Лучший актёр второго плана                                     | Джо Пеши                                                                   | Номинация | [ 41 ] |
| Золотой глобус                    | 5 января 2020  | Лучший актёр второго плана                                     | Аль Пачино                                                                 | Номинация | [ 41 ] |
| Золотой глобус                    | 5 января 2020  | Лучший сценарий                                                | Стивен Заиллян                                                             | Номинация | [ 41 ] |
| Выбор критиков                    | 12 января 2020 | Лучший фильм                                                   | —                                                                          | Номинация | [ 42 ] |
| Выбор критиков                    | 12 января 2020 | Лучший режиссёр                                                | Мартин Скорсезе                                                            | Номинация | [ 42 ] |
| Выбор критиков                    | 12 января 2020 | Лучший актёр                                                   | Роберт Де Ниро                                                             | Номинация | [ 42 ] |
| Выбор критиков                    | 12 января 2020 | Лучший актёр второго плана                                     | Джо Пеши                                                                   | Номинация | [ 42 ] |
| Выбор критиков                    | 12 января 2020 | Лучший актёр второго плана                                     | Аль Пачино                                                                 | Номинация | [ 42 ] |
| Выбор критиков                    | 12 января 2020 | Лучший актёрский состав                                        | —                                                                          | Победа    | [ 42 ] |
| Выбор критиков                    | 12 января 2020 | Лучший адаптированный сценарий                                 | Стивен Зейлиан                                                             | Номинация | [ 42 ] |
| Выбор критиков                    | 12 января 2020 | Лучшая операторская работа                                     | Родриго Прието                                                             | Номинация | [ 42 ] |
| Выбор критиков                    | 12 января 2020 | Лучший производственный дизайн                                 | Боб Шоу и Регина Грейвс                                                    | Номинация | [ 42 ] |
| Выбор критиков                    | 12 января 2020 | Лучший монтаж                                                  |                                                                            | Номинация | [ 42 ] |
| Выбор критиков                    | 12 января 2020 | Лучший дизайн костюма                                          | Сэнди Пауэлл и Кристофер Петерсон                                          | Номинация | [ 42 ] |
| Выбор критиков                    | 12 января 2020 | Лучший грим и причёски                                         | —                                                                          | Номинация | [ 42 ] |
| Выбор критиков                    | 12 января 2020 | Лучшие визуальные эффекты                                      | —                                                                          | Номинация | [ 42 ] |
| Выбор критиков                    | 12 января 2020 | Лучшая музыка к фильму                                         | Робби Робертсон                                                            | Номинация | [ 42 ] |
| Премия Гильдии продюсеров США     | 18 января 2020 | Премия им. Дэррила Ф. Занука за продюсирование игрового фильма | —                                                                          | Номинация | [ 43 ] |
| Премия Гильдии киноактёров США    | 19 января 2020 | Лучшая мужская роль второго плана                              | Джо Пеши                                                                   | Номинация | [ 44 ] |
| Премия Гильдии киноактёров США    | 19 января 2020 | Лучшая мужская роль второго плана                              | Аль Пачино                                                                 | Номинация | [ 44 ] |
| Премия Гильдии киноактёров США    | 19 января 2020 | Лучший актёрский состав в игровом кино                         | —                                                                          | Номинация | [ 44 ] |
| Премия Гильдии киноактёров США    | 19 января 2020 | Лучший каскадёрский ансамбль в игровом кино                    | —                                                                          | Номинация | [ 44 ] |
| Премия Гильдии режиссёров Америки | 25 января 2020 | Лучший режиссёр полнометражного фильма                         | Мартин Скорсезе                                                            | Номинация | [ 45 ] |
| Премия Гильдии сценаристов США    | 1 февраля 2020 | Лучший адаптированный сценарий                                 | Стивен Заиллян и Чарльз Брандт                                             | Номинация | [ 46 ] |
| BAFTA                             | 2 февраля 2020 | Лучший фильм                                                   | Роберт Де Ниро, Джейн Розенталь, Мартин Скорсезе, Эмма Тиллинджер Коскофф  | Номинация | [ 47 ] |
| BAFTA                             | 2 февраля 2020 | Лучшая режиссёрская работа                                     | Мартин Скорсезе                                                            | Номинация | [ 47 ] |
| BAFTA                             | 2 февраля 2020 | Лучший актёр второго плана                                     | Джо Пеши                                                                   | Номинация | [ 47 ] |
| BAFTA                             | 2 февраля 2020 | Лучший актёр второго плана                                     | Аль Пачино                                                                 | Номинация | [ 47 ] |
| BAFTA                             | 2 февраля 2020 | Лучший адаптированный сценарий                                 | Стивен Заиллян                                                             | Номинация | [ 47 ] |
| BAFTA                             | 2 февраля 2020 | Лучшая операторская работа                                     | Родриго Прието                                                             | Номинация | [ 47 ] |
| BAFTA                             | 2 февраля 2020 | Лучшие визуальные эффекты                                      | Леандро Эстебекорена, Стефан Грабли, Пабло Хелман                          | Номинация | [ 47 ] |
| BAFTA                             | 2 февраля 2020 | Лучшая работа художника-постановщика                           | Боб Шоу, Реджина Грейвс                                                    | Номинация | [ 47 ] |
| BAFTA                             | 2 февраля 2020 | Лучший дизайн костюмов                                         | Марк Фридберг, Крис Моран                                                  | Номинация | [ 47 ] |
| BAFTA                             | 2 февраля 2020 | Лучший монтаж                                                  | Тельма Скунмейкер                                                          | Номинация | [ 47 ] |
| Оскар                             | 9 февраля 2020 | Лучший фильм                                                   | Мартин Скорсезе, Роберт Де Ниро, Джейн Розенталь и Эмма Тиллинджер Коскофф | Номинация | [ 48 ] |
| Оскар                             | 9 февраля 2020 | Лучшая режиссёрская работа                                     | Мартин Скорсезе                                                            | Номинация | [ 48 ] |
| Оскар                             | 9 февраля 2020 | Лучший актёр второго плана                                     | Аль Пачино                                                                 | Номинация | [ 48 ] |
| Оскар                             | 9 февраля 2020 | Лучший актёр второго плана                                     | Джо Пеши                                                                   | Номинация | [ 48 ] |
| Оскар                             | 9 февраля 2020 | Лучший адаптированный сценарий                                 | Стивен Заиллян                                                             | Номинация | [ 48 ] |
| Оскар                             | 9 февраля 2020 | Лучший монтаж                                                  | Тельма Скунмейкер                                                          | Номинация | [ 48 ] |
| Оскар                             | 9 февраля 2020 | Лучшая операторская работа                                     | Родриго Прието                                                             | Номинация | [ 48 ] |
| Оскар                             | 9 февраля 2020 | Лучшая работа художника-постановщика                           | Боб Шоу и Реджина Грейвз                                                   | Номинация | [ 48 ] |
| Оскар                             | 9 февраля 2020 | Лучший дизайн костюмов                                         | Сэнди Пауэлл и Кристофер Питерсон                                          | Номинация | [ 48 ] |
| Оскар                             | 9 февраля 2020 | Лучшие визуальные эффекты                                      | Пабло Хелман, Леандро Эстебекорена, Стефани Грабли и Нельсон Сепульведа    | Номинация | [ 48 ] |